# Schronisko Téryego
Schronisko Téryego (słow. Téryho chata, Térynka, niem. Téryschutzhaus, węg. Téry-menedékház, Téry-menház) – schronisko górskie położone w słowackiej części Tatr Wysokich, na granicy Doliny Małej Zimnej Wody (Malá Studená dolina) i Doliny Pięciu Stawów Spiskich (kotlina Piatich Spišských plies). Chata leży na wysokości 2015 m n.p.m. i jest najwyżej położonym schroniskiem w Tatrach czynnym przez cały rok (wyżej położone jest tylko Schronisko pod Wagą, ale jest ono otwarte tylko w sezonie letnim). 

## Historia
Schronisko zostało wybudowane w 1899 roku według projektu spiskiego architekta Gedeona Majunkego. Jego patronem został Ödön Téry – taternik, inicjator budowy schroniska, zdobywca okolicznych szczytów i dróg. Chata w latach 1984–1986 przeszła modernizację. Gospodarzami schroniska byli m.in. Teréz Egenhoffer, István Zamkovszky, Slávo Cagašík, Julo Parák, Jardo Sláma, Miro Jílek sr., Franto Skopík, Belo Kapolka, Miro Jílek jr. (1994 – 31 października 2014). Od 1 listopada 2014 chatą zarządza Peter Michalka.
W okresie międzywojennym schronisko było własnością Klubu Czechosłowackich Turystów, zaś od 1939 roku Klubu Słowackich Turystów i Narciarzy. Po rozwiązaniu Klubu chata zmieniała właścicieli. W 1991 roku przeszła pod władzę spółki Slovenské Karpaty, a później spółki Turservis Klubu Słowackich Turystów. Od 2004 po zamontowaniu baterii słonecznych schronisko jest zelektryfikowane. Z początkiem 2011 roku schronisko stało się współwłasnością KST (75%) i Słowackiego Towarzystwa Wspinaczkowego JAMES (25%). 2 października 2014 roku KST i Słowackie Towarzystwo Wspinaczkowe JAMES podpisały czasową umowę najmu obiektu (do 31 października 2020) ze spółką Belianka s.r.o, która zobowiązała się do zapłaty najemcom 30 000 EUR za rok (22 500 EUR dla KST i 7 500 EUR dla SHS James).
Terinka, bo tak potocznie nazywa się schronisko, dysponuje obecnie 24 miejscami noclegowymi w trzech salach wieloosobowych. 

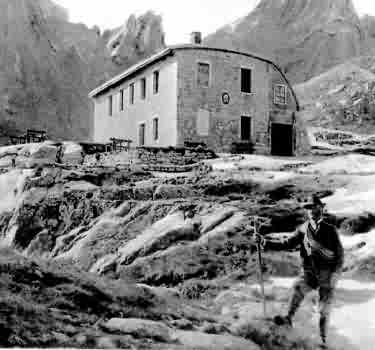
Schronisko Téryego w pierwotnym kształcie
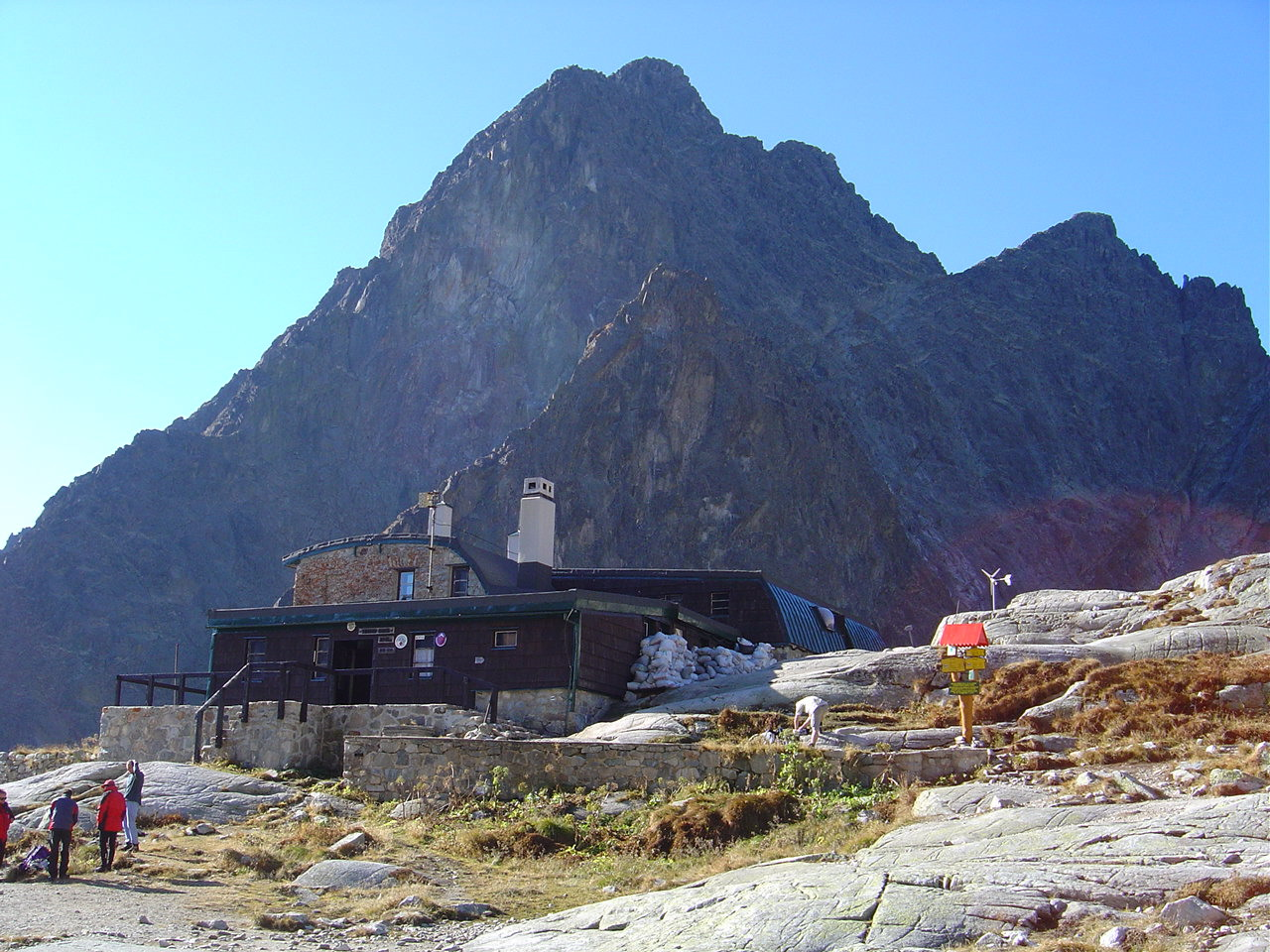
Schronisko na tle Pośredniej Grani

## Szlaki turystyczne
– zielony szlak od Schroniska Zamkovskiego dnem Doliny Małej Zimnej Wody do Schroniska Téryego, stąd dalej razem ze szlakiem żółtym i po jego odłączeniu na Lodową Przełęcz, skąd dalsza droga prowadzi aż do Jaworzyny Tatrzańskiej.
- Czas przejścia od Schroniska Zamkovskiego do Schroniska Téryego: 1:45, ↓ 1:20 h
- Czas przejścia od Schroniska Téryego na Lodową Przełęcz: 1:30 h, ↓ 1:20 h
- Czas przejścia z przełęczy do Jaworzyny Tatrzańskiej: 4 h, ↑ 5 h

  – żółty szlak, biegnący początkowo razem z zielonym, potem przechodzący w szlak przez przełęcz Czerwoną Ławkę do Doliny Staroleśnej (jeden z najtrudniejszych szlaków tatrzańskich).
- Czas przejścia ze Schroniska Téryego na Czerwoną Ławkę: 1:30 h
- Czas przejścia z przełęczy do Schroniska Zbójnickiego: 1:45 h

## Kontakt
- adres: Téryho chata, P.O.Box 6, 06 201 Starý Smokovec